# Caballerocotyla magronum
Caballerocotyla magronum är en plattmaskart. Caballerocotyla magronum ingår i släktet Caballerocotyla och familjen Capsalidae. Inga underarter finns listade i Catalogue of Life.